# Grammia obliterata
Grammia obliterata är en fjärilsart som beskrevs av Richard Harper Stretch 1885. Grammia obliterata ingår i släktet Grammia och familjen björnspinnare. Inga underarter finns listade i Catalogue of Life.